# سوسلان زانائف
سوسلان توترازوویچ زانائف (روسی: Сослан Тотразович Джанаев؛ زادهٔ ۱۳ مارس ۱۹۸۷) بازیکن فوتبال اهل روسیه است.
از باشگاه‌هایی که در آن بازی کرده‌است می‌توان به زسکا مسکو، کاماز نابرژنیه چلنی، اسپارتاک مسکو، ترک گروزنی، روستوف، روبین کازان و سوچی اشاره کرد.
وی همچنین در تیم ملی فوتبال روسیه بازی کرده‌است.